# NXT No Mercy (2024)
NXT: No Mercy (2024) foi um evento de luta profissional produzido pela WWE. Este foi o segundo evento anual do No Mercy para lutadores da divisão de marca NXT, e, o 15º evento do No Mercy no geral. O evento aconteceu em 1 de setembro de 2024, na Ball Arena em Denver, Colorado e foi transmitido pelas plataformas de transmissão ao vivo da WWE. Também contou com lutadores da promoção parceira Total Nonstop Action Wrestling (TNA).
Seis lutas foram disputadas no evento. No evento principal, Ethan Page derrotou o lutador da TNA Joe Hendry para reter o Campeonato do NXT. Em outra luta de destaque, que foi a penúltima luta, Roxanne Perez derrotou Jaida Parker para reter o Campeonato Feminino do NXT. O evento também foi notável pela estreia oficial da ex-lutadora da Stardom e da Marigold, Giulia.

## Produção

### Introdução

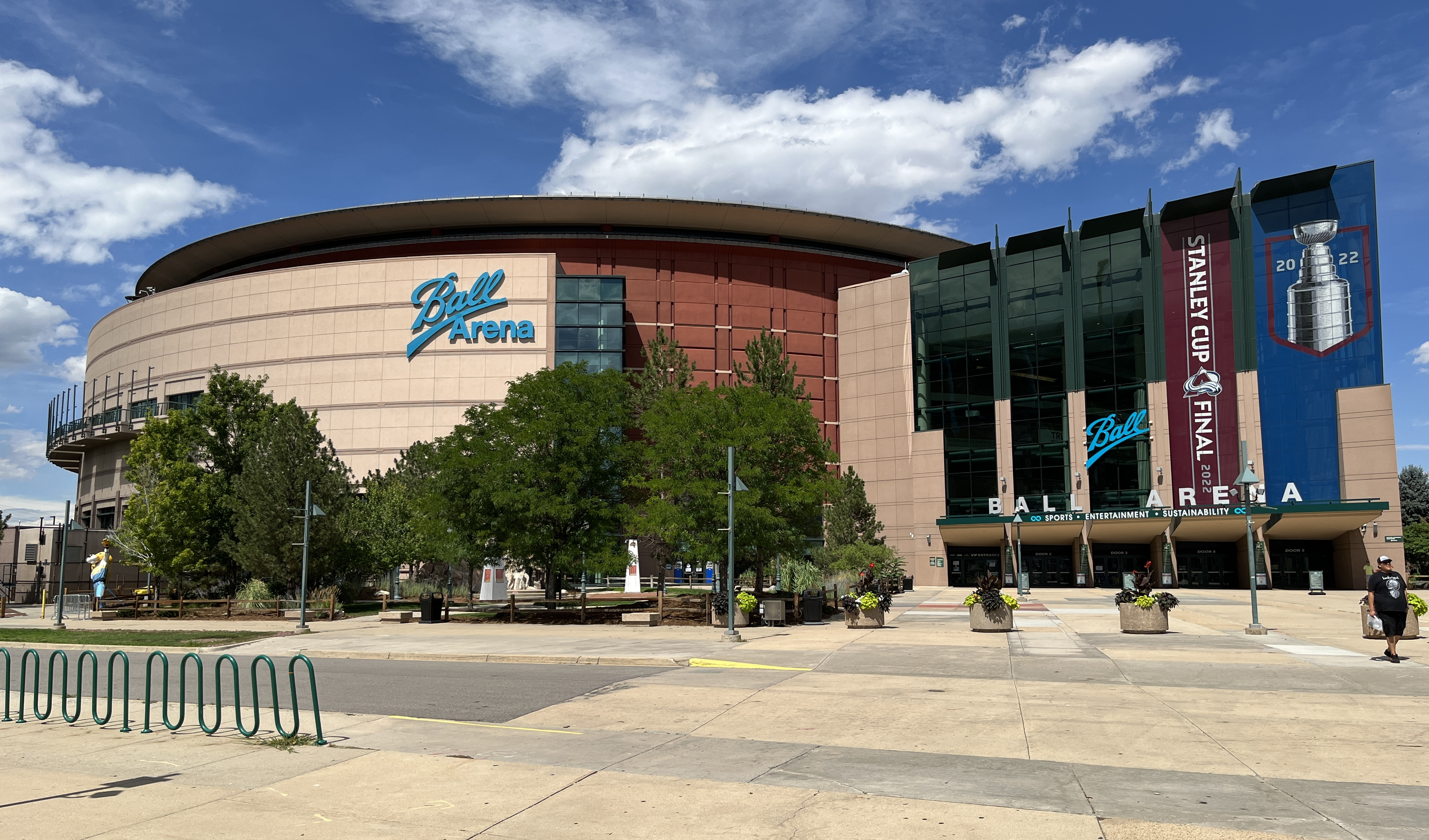
O evento foi realizado na Ball Arena em Denver, Colorado.

No Mercy foi realizado pela primeira vez pela promoção americana de luta profissional WWE como um evento pay-per-view (PPV) exclusivo do Reino Unido em maio de 1999. Um segundo No Mercy foi realizado no mesmo ano, em outubro, mas nos Estados Unidos, o que estabeleceu o No Mercy como o PPV anual de outubro para a promoção até 2008. No Mercy foi descontinuado em 2009, mas foi reinstaurado em outubro de 2016 após a reintrodução da extensão da marca, que trouxe de volta PPVs exclusivos da marca. Após a WrestleMania 34 em abril de 2018, no entanto, No Mercy foi descontinuado quando a WWE encerrou os PPVs exclusivos da marca, resultando na redução dos PPVs anuais produzidos.
Em 9 de julho de 2024, foi relatado que o segundo No Mercy sob a bandeira do NXT, e o 15º no geral, seria realizado em 1 de setembro de 2024, em Denver, Colorado, na Ball Arena. A realização do evento foi confirmada pela WWE em 15 de julho, estabelecendo assim o No Mercy como um evento anual de setembro para o NXT. Ele irá ao ar nos serviços de transmissão ao vivo Peacock nos Estados Unidos, na WWE Network e na maioria dos mercados internacionais.

### Histórias
| Função:                   | Nome:                                  |
| ------------------------- | -------------------------------------- |
| Comentaristas em inglês   | Vic Joseph                             |
| Comentaristas em inglês   | Booker T                               |
| Comentaristas em espanhol | Marcelo Rodríguez                      |
| Comentaristas em espanhol | Jerry Soto                             |
| Anunciadora de ringue     | Alicia Taylor                          |
| Árbitros                  | Adrian Butler                          |
| Árbitros                  | Chip Danning                           |
| Árbitros                  | Dallas Irvin                           |
| Árbitros                  | Derek Sanders                          |
| Árbitros                  | Trick Williams (luta do título do NXT) |
| Entrevistadores           | Sarah Schreiber                        |
| Painel do pré-show        | Megan Morant                           |
| Painel do pré-show        | Sam Roberts                            |

O evento incluiu lutas que resultaram de histórias com script, onde os lutadores retrataram heróis, vilões ou personagens menos distinguíveis em eventos que criaram tensão e culminaram em uma luta ou série de lutas, com resultados predeterminados pelos escritores da WWE para a marca NXT, enquanto as histórias foram desenvolvidas no programa de televisão semanal da WWE, o NXT e no programa de streaming on-line suplementar, Level Up.
No episódio de 13 de agosto do NXT, a gerente geral da marca, Ava, anunciou que no próximo episódio, uma luta Gauntlet Eliminator de seis mulheres seria realizada com várias mulheres que nunca haviam lutado pelo Campeonato Feminino do NXT, com a vencedora enfrentando Roxanne Perez pelo título no No Mercy. Wren Sinclair, Adriana Rizzo, Sol Ruca, Jaida Parker, Kendal Gray e Brinley Reece foram anunciadas como as seis competidoras. A luta foi vencida por Parker.
No episódio de 13 de agosto do NXT, enquanto Ethan Page comemorava sua defesa bem-sucedida do Campeonato do NXT na Semana 2 do NXT: The Great American Bash, ele foi interrompido por Joe Hendry, da Total Nonstop Action Wrestling (TNA), que confrontou Page e afirmou que uma das razões pelas quais ele estava no NXT era para ganhar o campeonato do NXT. Enquanto Hendry olhava para Page, Wes Lee apareceu e deu um superkick em Hendry. Mais tarde, em um segmento nos bastidores, Pete Dunne do Raw também afirmou que queria o Campeonato do NXT. Mais tarde naquela noite, Lee foi confrontado por Dunne. Hendry então saiu e atacou Lee, enquanto a segurança tentava separá-los. Mais tarde, a gerente geral do NXT, Ava, anunciou que Dunne, Hendry e Lee se enfrentariam em uma luta triple threat na semana seguinte, com o vencedor desafiando Page pelo Campeonato do NXT no No Mercy. O combate foi vencido por Hendry, apesar de Page ter atacado dois árbitros em uma tentativa frustrada de impedir a vitória de Hendry. Na semana seguinte, Hendry realizou um show especial ao vivo, apenas para ser interrompido por Page. Ava então apareceu e anunciou que um árbitro especial convidado havia sido nomeado para a luta pelo título no No Mercy, devido às ações de Page durante a luta triple threat e seu desrespeito por Hendry. Trick Williams foi então revelado como árbitro especial convidado.
No episódio de 13 de agosto do NXT, Andre Chase e Ridge Holland da Chase University derrotaram Axiom e Nathan Frazer para conquistarem o Campeonato de Duplas do NXT. Na semana seguinte, a Chase University (Chase, Holland, Duke Hudson, Riley Osborne e Thea Hail) comemorou a vitória, mas Axiom e Frazer interromperam e solicitaram uma revanche. Hudson disse que consideraria dar-lhes uma revanche se derrotassem ele e Osborne, o que eles fizeram. A revanche foi posteriormente oficializada para No Mercy.
Durante a Semana 2 do NXT: The Great American Bash em 6 de agosto, Kelani Jordan derrotou Tatum Paxley para reter o Campeonato Norte-Americano Feminino do NXT. Wendy Choo apareceu após a luta, aparentemente para confortar Paxley, mas atacando-a por trás. Na semana seguinte, Jordan, que estava sentada ao lado do ringue para uma luta entre Paxley e Lola Vice, foi atacada por Choo pelas costas, com Choo posando com o título de Jordan. Jordan então interferiu na luta de Choo contra Vice no episódio seguinte, onde Vice acidentalmente acertou Jordan. Choo posteriormente atacou Vice com um travesseiro modificado para vencer o combate. Jordan posteriormente desafiou Choo pelo título no No Mercy, que Choo aceitou e mais tarde foi oficializado.
Ao longo de julho de 2024, o então campeão da Copa Heritage do NXT, Tony D'Angelo, foi interrompido em entrevistas pelo campeão norte-americano do NXT, Oba Femi. No episódio de 13 de agosto do NXT, D'Angelo perdeu a Copa para Charlie Dempsey, membro do No Quarter Catch Crew (NQCC). Na semana seguinte, Dempsey e seus companheiros Myles Borne e Wren Sinclair comemoraram sua vitória, mas foram interrompidos por Femi, que manifestou interesse em vencer a Copa. D'Angelo posteriormente apareceu, aparentemente para pedir uma revanche a Dempsey, mas incitando uma briga entre seus companheiros da D'Angelo Family, Channing "Stacks" Lorenzo, Luca Crusifino e Adriana Rizzo e o NQCC, enquanto encarava Femi. Os dois posteriormente brigaram com D'Angelo, levando vantagem. Mais tarde foi anunciado que Femi defenderia seu título contra D'Angelo no No Mercy.
No NXT: The Great American Bash Night 2, Wes Lee atacou os colegas de Rascalz, Trey Miguel e Zachary Wentz, da TNA, depois que ele e Wentz não conseguiram vencer o Campeonato de Duplas do NXT, tornando-se vilão pela primeira vez em sua carreira. Na semana seguinte, Lee explicou porque atacou Miguel e Wentz, dizendo que Wentz o abandonou e foi para a TNA. Lee então lançou um desafio a Wentz para o No Mercy. No episódio seguinte, Lee enfrentou Joe Hendry e Pete Dunne em uma luta triple threat para determinar o desafiante número 1 ao Campeonato do NXT, que Hendry venceu. Após a luta, Wentz atacou Lee e os dois tiveram que ser separados pelos seguranças quando o show saiu do ar. Na semana seguinte, os dois concordaram em uma luta no No Mercy.

## Resultados
| Nº                                          | Resultados | Estipulações                                                                            | Tempo |
| ------------------------------------------- | --- | --------------------------------------------------------------------------------------- | ----- |
| 1                                           | Nathan Frazer e Axiom derrotaram Chase University (Andre Chase e Ridge Holland) (c) (com Duke Hudson, Riley Osborne e Thea Hail) | Luta de duplas pelo Campeonato de Duplas do NXT                                         | 13:33 |
| 2                                           | Zachary Wentz derrotou Wes Lee                                                                                                   | Luta individual                                                                         | 13:37 |
| 3                                           | Kelani Jordan (c) derrotou Wendy Choo                                                                                            | Luta individual pelo Campeonato Norte-Americano Feminino do NXT                         | 13:19 |
| 4                                           | Oba Femi (c) derrotou Tony D'Angelo (com Channing "Stacks" Lorenzo, Luca Crusifino e Adriana Rizzo)                              | Luta individual pelo Campeonato Norte-Americano do NXT                                  | 13:47 |
| 5                                           | Roxanne Perez (c) derrotou Jaida Parker                                                                                          | Luta individual pelo Campeonato Feminino do NXT                                         | 14:50 |
| 6                                           | Ethan Page (c) derrotou Joe Hendry                                                                                               | Luta individual pelo Campeonato do NXT Trick Williams foi o árbitro especial convidado. | 15:08 |
| (c) – Refere-se aos campeões antes da luta. | |                                                                                         |       |